# 先天性心疾患
先天性心疾患（せんてんせいしんしっかん、英Congenital heart disease、Congenital heart defect）とは、胎生期から乳児期においての心臓・大動脈系等における形成異常の総称。

## 疾患
一般に以下の疾患がある。
- 心室中隔欠損症（VSD）
- 心房中隔欠損症（ASD）
- 心内膜床欠損症（ESD）
- 動脈管開存症（PDA）
- 両大血管右室起始症（DORV）
- 両大血管左室起始症（DOLV）
- 左心低形成症候群（HLHS）
- 右心低形成症候群（HRHS）
- エプスタイン奇形
- ファロー四徴症（ToF）
- 大血管転位（TGA）：左旋性大血管転位（l-TGA）、右旋性大血管転位（d-TGA）
- 大動脈縮窄（CoA）：大動脈縮窄複合（CoA-complex）、単純性大動脈縮窄（simple-CoA）

## 分類
臨床的には古典的にチアノーゼを生じるか否かで以下のように分類されることが知られている。

### チアノーゼ性
- エプスタイン奇形、左心低形成症候群、ファロー四徴症等

### 非チアノーゼ性
- 心室中隔欠損、心房中隔欠損